# Pere Navarro i Morera
Pere Navarro i Morera (Terrassa, Vallès Occidental, 23 de desembre de 1959) és un polític català que fou primer secretari del Partit dels Socialistes de Catalunya des del 17 de desembre de 2011 fins a l'11 de juny de 2014. Llicenciat en biologia per la Universitat Autònoma de Barcelona i militant del PSC des de 1977, Navarro fou alcalde de la seva ciutat natal entre el 2002 i el 2012. Des del juliol de 2018 és el més alt representant de l'Estat al Consorci de la Zona Franca de Barcelona.

## Inicis a la política local
Militant del PSC des del 1977, començà la seva militància a l'Institut Arraona i la va seguir a la universitat. És un dels fundadors de la Joventut Socialista de Catalunya a Terrassa i l'any 1982 fou el responsable de la campanya per a les eleccions de l'any següent. I, l'any 1983, va integrar les llistes del PSC a les eleccions generals. L'any 1987 entrà com a regidor de l'Ajuntament de Terrassa i a l'abril de l'any 2002 accedeix a l'alcaldia en substitució de Manel Royes. A les eleccions municipals del 2003 va ser cap de llista del PSC a Terrassa i aconseguí 13 dels 27 regidors de l'Ajuntament. Fou investit com a alcalde gràcies a un pacte amb ICV-EUiA i ERC, resultat que repetí a les eleccions municipals del 27 de maig de l'any 2007. Quatre anys després, Pere Navarro va tornar a encapçalar la llista socialista que va obtenir 11 regidors en les eleccions municipals de 2011, i va ser investit alcalde de Terrassa en assolir la majoria absoluta en el ple de constitució de l'Ajuntament pel mandat 2011-2015, celebrat l'11 de juny. L'any 2012 va ser nomenat juntament amb l'alcalde de Bilbao Iñaki Azkuna com a millor alcalde del món en els premis World Mayor que convoca la fundació britànica City Mayors, essent els dos únics representants de ciutats espanyoles.

## Primer Secretari del PSC
El 2011, després dels resultats del Partit Socialista Obrer Espanyol (PSOE) a les eleccions generals espanyoles, es va presentar com a candidat per a dirigir el PSC. El 17 de desembre del 2011, en el 12è congrés del partit, al Palau de Congressos de Catalunya, fou elegit primer secretari del PSC amb el 73,06% dels vots. Amb anterioritat havia estat Membre de la Comissió Executiva del PSC com a secretari d'Universitats i Recerca i membre del comitè Federal del PSOE.
Com a nou secretari, a principis del setembre de 2012, va liderar la reforma del Grup Parlamentari socialista. La raó, tal com ho va explicar ell mateix, va ser: «[fer] una àmplia agenda de renovació interna i externa així com de reconnexió amb la societat i amb els anhels dels catalans i les catalanes». Aquest canvi suposà, entre d'altres, el relleu a la presidència de Xavier Sabaté substituint Joaquim Nadal o Rocio Martínez Sampere i Eva Granados substituint a Laia Bonet Rull com a portaveu adjunt.
Navarro va mostrar-se en contra el procés independentista català. Dies abans de la Manifestació «Catalunya, nou estat d'Europa», va anunciar que l'acte no seria una gran manifestació independentista, apel·lant als «socialistes espanyols a fer "un discurs valent" pel federalisme, reiterant que molts ciutadans acudiran per expressar el malestar que senten pel maltractament d'Espanya a Catalunya, o per demanar un nou finançament o per expressar el rebuig a les retallades que està aprovant el Govern de Rajoy». Després de la manifestació, va exposar una crítica al govern de CiU: «Catalunya no és rica ni plena com diu el seu himne, sinó trista i pobra, té menys activitat cultural, menys prestacions socials, menys oportunitats i menys futur des que governa CiU».
La Fundació Rafael Campalans, presidida en aquell moment per Miquel Iceta va elaborar el document «Per una reforma constitucional federal» que va servir de base per elaborar la declaració de Granada, aprovada davant del consell territorial del PSOE celebrat a la mateixa ciutat de Granada el 6 de juliol de 2013.
El 30 de setembre de 2012 fou escollit candidat a la Generalitat pel PSC a les eleccions al Parlament de Catalunya. Va deixar el seu càrrec d'alcalde de Terrassa el desembre del 2012 per «compromís» i «coherència», i va ser substituït en l'alcaldia per Jordi Ballart, amb els vots del seu partit, el PSC, i d'ICV-EUiA. Tot i obtenir 25.000 vots més que Esquerra Republicana de Catalunya, el PSC va passar a ser tercera força del parlament amb 20 escons davant dels 21 d'ERC. Dies després, Navarro va refusar qualsevol mena de pacte amb Convergència i Unió, a pesar dels seus resultats electorals en comparació als nacionalistes; el líder del PSC va declarar: «Mas és el responsable de tot el que està passant. Si jo hagués fet això, hauria presentat la meva dimissió i hauria fet una anàlisi molt crítica sobre la situació, sobretot per com ha portat el partit i pel que ha fet al país. Tot s'ha complicat per la irresponsabilitat del Govern. Ara ha tensat tant les coses que ha trencat tots els ponts».
Degut als resultats va ser elegit diputat a les eleccions del parlament de Catalunya de novembre de 2012 i primer secretari del Grup Parlamentari Socialista al Parlament de Catalunya. L'11 de juny del 2014 va anunciar que renunciava al càrrec de primer secretari del PSC a causa dels mals resultats obtinguts a les eleccions europees d'aquell any. Posteriorment va ser designat secretari primer de la mesa del Parlament de Catalunya i va acabar com a diputat en actiu la desena legislatura de la Catalunya autonòmica.

## Després de la política
En juliol de 2018 fou escollit delegat especial de l'Estat en el Consorci de la Zona Franca de Barcelona pel govern de Pedro Sánchez; va ser nomenat president del comitè executiu del consorci.